# 다비드 가르시아
다비드 가르시아 수비리아(스페인어: David García Zubiria, 1994년 2월 14일 ~ )는 스페인의 축구 선수로, 현재 카타르 스타스 리그의 알라이얀에서 활약하고 있다. 포지션은 센터백, 미드필더이다.